# Ana Maria Fernandes
Ana Maria Fernandes (Dores do Indaiá, 18 de julho de 1948 - Brasília, 1 de maio de 2018) foi uma socióloga brasileira. Foi professora do Departamento de Sociologia e Pesquisadora associada sênior da Universidade de Brasília. Recebeu a Comenda e a Grã-Cruz da Ordem Nacional do Mérito Científico.

## Educação e carreira
Ana Maria Fernandes nasceu na cidade de Dores de Indaiá, no interior do estado brasileiro de Minas Gerais, em 1948.
Graduou-se em Ciências Sociais em 1972, e obteve seu Mestrado em 1977, ambos pela Universidade de Brasília. Começou sua atuação como professora em 1972, na vaga de auxiliar de ensino na mesma instituição enquanto ainda estava no mestrado. Obteve seu Doutorado pela Universidade de Oxford (Inglaterra) em 1987, e sua tese recebeu o Prêmio de Melhor Tese de Doutorado, da Associação Nacional de Pós-Graduação e Pesquisa em Ciências Sociais (Anpocs), no ano seguinte. Realizou Pós-Doutorado em 1995, no Massachusetts Institute of Technology (MIT).
Em 1992, foi secretária regional da SBPC no Distrito Federal, à época em que a Fundação de Amparo à Pesquisa do DF estava em estruturação.
Entre 1997 e 2002, fez parte do Decanato de Pesquisa e Pós-Graduação, do programa de pós-graduação e do próprio Departamento de Sociologia, da UNB. Em 2001, na gestão de Lauro Morhy, foi vice-reitora, diretora do então Centro de Pesquisa e Pós-Graduação sobre América Latina e Caribe (CEPPAC). Entre 2001 e 2003, foi vice-presidente da SBPC e, na gestão seguinte (2003 a 2005) foi secretária. Em 2003, encerrou suas atividades como professora da UNB.
Entre 2006 e 2009, foi vice-presidente da Sociedade Brasileira de Sociologia e participou da diretoria da ANPOCS. Entre 2015 e 2017, foi diretoria da Editora da UNB, na gestão de Ivan Camargo.
Em 2018, era membro da Comissão dos 70 anos da SBPC quando faleceu de câncer, pouco antes de ela mesma completar 70 anos, em Brasília. Várias instituições publicaram notas de pesar por seu falecimento.

## Reconhecimentos e prêmios
- 2018 - Homenageada da 70ª Reunião Anual da SBPC.[5]
- 2007 - Grã-Cruz da Ordem Nacional do Mérito Científico.[1][2]
- 2002 - Comendadora da Ordem Nacional do Mérito Científico.[1][2]
- 1988 - Melhor Tese de Doutorado, pela ANPOCS.[1]

## Associações
Era membro das seguintes instituições:
- Associação Nacional de Pós-Graduação e Pesquisa em Ciências Sociais (Anpocs),[1]
- Sociedade Brasileira para o Progresso da Ciência,[1]
- Sociedade Brasileira de Sociologia.[1]